# Kickaroo
Kickaroo è un cortometraggio muto del 1921 diretto da Albert Russell.

## Produzione
Il film fu prodotto dall'Universal Film Manufacturing Company.

## Distribuzione
Distribuito dall'Universal Film Manufacturing Company, il film - un cortometraggio in due bobine - uscì nelle sale cinematografiche statunitensi il 22 gennaio 1921.